# Římskokatolická farnost Blansko
Římskokatolická farnost Blansko je územní společenství římských katolíků ve městě Blansko s farním kostelem sv. Martina. Farnost je součástí blanenského děkanství v rámci brněnské diecéze.

## Území farnosti
- Blansko – farní kostel sv. Martina
- Dolní Lhota
- Hořice
- Horní Lhota
- Klepačov – kaple
- Lažánky – kaple
- Olešná
- Olomučany – filiální kostel Božského Srdce Páně
- Ráječko
- Spešov – kaple Panny Marie Růžencové, kaple sv. Jana Nepomuckého
- Těchov – kaple-zvonice

## Duchovní správci
Prvním známým farářem byl Jan z roku 1350.
Za třicetileté války byla řada farností v okolí opuštěných, proto blanenský farář spravoval mj. Jedovnice (do roku 1668), Lipovec či Ostrov u Macochy. V letech 1887 až 1906 byl blanenským farářem bývalý poslanec František Srbecký.
Na přelomu 70. a 80. let 20. století zde jako farář působil bývalý generální vikář brněnské diecéze R. D. Mgr. Jiří Mikulášek. Farářem byl od 1. 8. 2000 R. D. Mgr. Jiří Kaňa, kterého 1. 8. 2022 nahradil R.D. ICLic. Mgr. Jaroslav Čupr. Jiří Kaňa se stal farářem ve farnosti Velké Meziříčí a děkanem velkomeziříčským.

## Bohoslužby
| Kostel                     | Místo     | Bohoslužba (den)                           | Hodina                                                                | Poznámka        |
| -------------------------- | --------- | ------------------------------------------ | --------------------------------------------------------------------- | --------------- |
| kostel sv. Martina         | Blansko   | neděle pondělí středa čtvrtek pátek sobota | 7.00, 9.00 17.45 17.45 adorace 17.45 (ve školním roce pro děti) 17.45 | farní kostel    |
| kostel Božského Srdce Páně | Olomučany | neděle                                     | 11.00 (2. neděli v měsíci mše, jinak bohoslužba slova)                | filiální kostel |

## Rodáci kněží, řeholnice a řeholníci a jáhni[4]

### Kněží
Ve farnosti slavili primice tito novokněží:
- Karel Doležel, SDB (Salesián) - vysvěcen 1982
- Damián Němec, OP (dominikán) - primice 1990
- Pacifik Matějka, OFMCap (kapucín) - sliby 1995, svěcení a primice 1997
- Antonín Sedlák (Diecéze litoměřice) - primice 2003
- Petr Beneš - primice 2001
- Martin Mokrý - primice 27. června 2020 (svěcení přijal 20.6. 2020 v katedrále sv. Petra a Pavla v Brně z rukou brněnského biskupa Mons. Vojtěcha Cikrleho)

### Řeholnice
- Kateřina Anežka Němcová, SCM - noviciát 1976, první sliby 1977
- Xavera Anna Starychová, OCB - noviciát 1983, věčné sliby 1988
- Jiřina Čípková, SSJ - noviciát 2013, první sliby 2018
- Fidelis Jitka Sedláková, OCB - 1988 vstup, 1992 noviciát, první sliby 1994

### Jáhni
- František Klíč st. (trvalý, 1946–2000) - svěcení 1995 (příprava od roku 1983)
- Oldřich Němec (trvalý) - svěcení 1995 (příprava od roku 1983)
- František Klíč ml. (trvalý) - svěcení 2016, rodák, působí v děkanátu Šumperk ve farnosti Rapotín
- Jiří Dyčka

## Aktivity farnosti
Ve farnosti je aktivní schola i ministranti. Čtyřikrát do roka vychází farní zpravodaj Plášť svatého Martina. 
Každoročně se koná tříkrálová sbírka, při které se vybere více než 100 tisíc korun,  (v roce 2017 šlo jen v samotném Blansku o 154 325 korun). O rok později činil výtěžek sbírky v Blansku 178 823 korun.
Den vzájemných modliteb farností za bohoslovce a bohoslovců za farnosti brněnské diecéze a Adorační den připadá na 3. září.
Farnost se zapojuje do projektu Noc kostelů.
O jarních prázdninách pořádá farnost tábor pro děti týdenní tábor už pro třetí generaci účastníků.
S farností úzce spolupracují další organizace - např. Společnost Katolického domu, Junák – český skaut, Kolpingova rodina Blansko, které využívají farního zázemí a poskytují zde celou řadu rukodělných i mezigeneračních kroužků.